# PANC-1
PANC-1是人類胰腺癌細胞系，最初是分離一名56歲男性胰腺癌患者。PANC-1細胞可以遠端轉移，但細胞分化的能力差，需要52個小時才能增加一倍的種群。PANC-1細胞的模態染色體數為63，包括3個獨特的標記染色體和1個小環狀染色體，並且顯示出慢遷移性類型的G6PD。目前已知PANC-1細胞具有上皮形態及會粘附在細胞培養瓶中。 只要適當地提高細胞的溫度，細胞就會在培養物中再度生長。PANC-1細胞有結塊的趨勢，而進行胰蛋白酶的處理則可以避免這種現象。PANC-1細胞已被用於研究角蛋白重組在癌細胞遷移過程中的作用，以及鈣介導的肌動蛋白在響應生理變化時的重置。

## 外部連結
- Cellosaurus entry for PANC-1（页面存档备份，存于）